# Генрик Гринберг
Генрик Ґринберґ (пол. Henryk Grynberg; 1936 Варшава) — польсько-єврейський письменник, поет, драматург, журналіст. Пережив нацистську окупацію.
Генрик і його мати були єдиними, які вижили з численної родини. З 1942 по 1944 рік вони ховалися в різних притулках і користувалися підробленими документами.
Після війни Ґринберґ жив в Лодзі та Варшаві. У 1959 році він закінчив Варшавський університет за спеціальністю «Журналістика». Згодом став актором Варшавського єврейського театру і почав писати поезію і прозу.
У 1967 році, коли театр був з гастролями в США, Ґринберґ відмовився повертатися до Польщі на знак протесту проти антиєврейської кампанії і літературної цензури.
У 1971 році він закінчив Каліфорнійський університет в Лос-Анджелесі за фахом «Російська література» і переїхав до Вашингтона. Протягом 20 років працював в Інформаційному агентстві США.